# Обстріли Вінниці
Обстріли Вінниці — серія ракетних ударів Повітряно-космічних сил Росії на місто Вінниця протягом російського вторгнення в Україну 2022 року. Атаки відбулися  24, 25 лютого, 6, 16, 25 березня,14 липня 2022 року та 16 липня 2025 року, а їхніми цілями були переважно цивільні об'єкти. Жертвами нападів стали понад 30 мирних жителів, та понад 100 були поранені; найбільш смертоносним став удар 14 липня.

## Історія
24 лютого 2022  близько 8:00 росіяни завдали удару по війських частинах та складу боеприпасів  у м. Калинівка, н.п Бохоники, м.Тульчин та ( за деякими з джерел) м. Теплик.  
25 лютого обстріл  аеродрому  м. Калинівка.
6 березня 2022 року російські війська завдали ракетних ударів по міжнародному аеропорту Вінниця Гавришівка. За словами президента Володимира Зеленського, 8 ракет, запущених Росією, знищили інфраструктуру вінницького аеропорту в Центральній Україні. Внаслідок удару загинули десять людей, шестеро отримали поранення.
16 березня 2022 року росіяни обстріляли вінницьку телевізійну щоглу, внаслідок чого вивели з ладу мовлення міста.
25 березня 2022 року російські війська завдали авіаудару по командному центру ВПС України, який розташований у Вінниці. Авіаудар складався із шести крилатих ракет, які завдали значних руйнувань інфраструктурі.

### Обстріл центру Вінниці 14 липня 2022 року
14 липня 2022 року російські війська завдали ракетного удару по центру Вінниці. Три ракети влучили в офісне приміщення. За уточненими даними, о 10:50 сталося влучання на паркувальний майданчик поблизу дев'ятиповерхового Будинку побуту «Ювілейний». Виникла пожежа, що перекинулася на автостоянку; загорілися близько 50-ти автомобілів. Працюють 90 рятувальників.
Ще чотири ракети збили сили ППО у Вінницькій області.
За даними ДСНС станом на 19:40 загинуло 23 людини, госпіталізовано 64, у важкому стані перебуває 34 особи, триває пошук 42 людей.